# Cueta parvula
Cueta parvula är en insektsart som beskrevs av Hölzel 1968. Cueta parvula ingår i släktet Cueta och familjen myrlejonsländor. Inga underarter finns listade i Catalogue of Life.